# Saeta
Saeta é um tipo de música religiosa espanhola, datado de há muitos séculos. A saeta antigua (saeta antiga) provavelmente surgiu da recitação de salmos sob a influência da música litúrgica. As "saetas variam enormemente em forma e estilo, alcançando de simples melodias silábicas a melodias altamente elaboradas". Desde o século XIX, no entanto, as saetas mais preferidas têm incorporado elementos distintos associados com a música flamenca particularmente as siguiriyas.
A saeta é mais conhecida por seu poder triste durante a Semana Santa, quando pela tradição católica a música é executada durante as procissões pelas irmandades religiosas que passam pelas ruas das cidades e vilas da Andaluzia. Possuindo uma intensidade emocional lastimosa e uma carga dramática, a saeta é cantada pelo saetero, frequentemente de uma sacada, e deve ser dirigida à estátua de Jesus abaixo, em sua agonia na Via Dolorosa, ou à estátua de sua mãe em sofrimento Maria. Estas e outras estátuas fabricadas são montadas sobre plataformas e carregadas ao longo das ruas sobre os ombros de penitentes passando entre o ajuntamento público. A resposta emocional imediata à saeta, muitas vezes de tristeza intensa, deve ser a razão para seu nome.
As saetas são cantadas nas adorações ao ar livre durante toda Quaresma, e também devem ser cantandas durante a época de Natal. Uma forma especial de saeta (a saeta carcelera) também é cantada nas prisões durante visitas de irmandades. Várias cidades da Andaluzia têm seus próprios estilos peculiares da saeta.
É frequentemente cantada a cappella. Tomadas da música flamenca são os melismas, as tercinas e outros floreios. Sendo um dos cantos a palo seco (categoria de flamenco, tradicionamente cantado a cappella ou, em alguns casos, com algum tipo de percussão). o cantor pode também ser acompanhado por tambores ou cornetas. Qualquer acompanhamento é mais frequente no compasso 2/4 ou 6/8. NOrmalmente o saetero canta num tom menor finalizando no dominante; a métrica de versos diferentes serão frequentemente variáveis dependendo da interpretação. Origens árabes e hebraicas tem sido propostas.
Palos de flamenco adotados pela saeta incluem especialmente as siguiriyas e as martinetes e outros incluem as saetas por soleares, por polos, por cañas e por fandangos. O cantor Manuel Torre (1878-1933) foi muito respeitado por sua saeta.
De herança heterogênea, a saeta se tornou o fruto artístico emocional de várias culturas. Os ciganos "se sienten identificados con los episodios de la Pasión y consideran a Jesús como un hermano en desgracia que sufre persecusión y muerte". Nada certamente substitui ouvir e testemunhar a saeta.
"La saeta, pues, costituye la síntesis antropológica del andaluz (hondura, plástica, señorío, dolor metafísico) coronada en santidad. La saeta exige un máximo de veracidad pasional, por lo mismo que a nadie le es dado encaramarse en la audacia de sus ayes sin la potencia y la certeza que brinda la posesión heroica del dolor".
Dizem que os andaluzes devem falar com Deus durante a Semana Santa, sendo cantar a saeta durante a procissão das irmandades o modo escolhido.

## Gravações
- Maestros de la Saeta. Semana Santa en Sevilla (CD da Planet Records 1993). Aparentemente da década de 1930 à de 1960, incluindo os famosos Niña de los Peines e Manuel Vallejo.
- O YouTube mostra vídeos de apresentações recentes de saeta, algumas feitas durante as procissões da Semana Santa.
- Joaquín Turina, "Jueves Santo a medianoche (Desfile de una cofradía por una callejuela)" in his Sevilla. Suite pintoresca, Opus 2, no. 2 (Sevilha 1908) [Clássico].
- Miles Davis, "Saeta" em seu álbum Sketches of Spain (Columbia Records: gravado em 1959-1960, lançado em 1960), na faixa 4 (5:06), escrita por Gil Evans [Jazz].